# Luis Llagostera y Casadevall

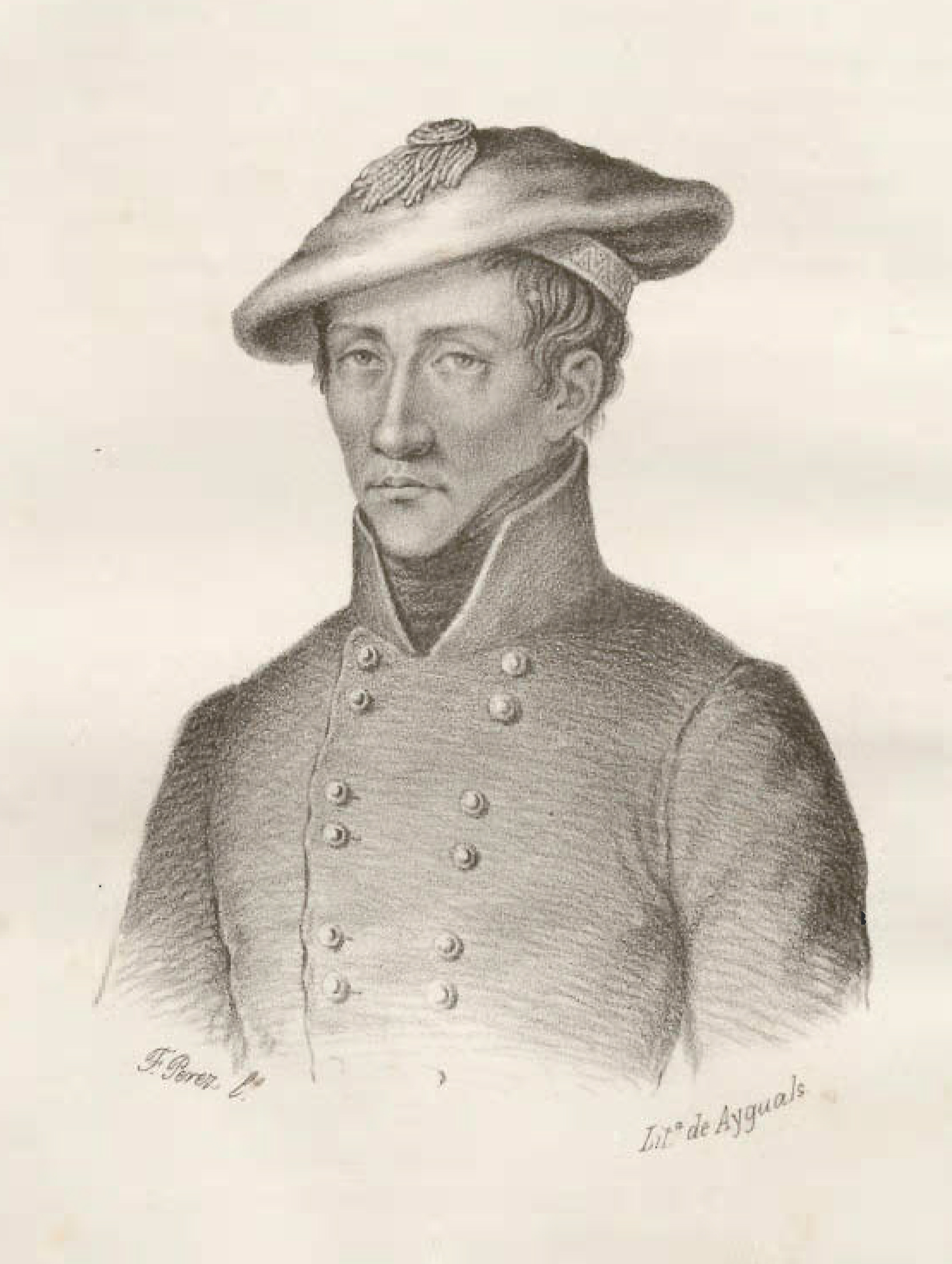
Luis Llagostera y Casadevall.

Luis Llagostera y Casadevall (Manlleu, Osona, 1800 - Saint-Trivier-de-Courtes, Francia, 11 de enero de 1844) fue un jefe carlista de la primera guerra carlista (1833-1840) y hombre de confianza del general Ramon Cabrera.
En 1821 entró en filas de los realistas catalanes del barón de Eroles y llegó a ser teniente coronel. Terminada la Guerra Realista (1822-1823) fue reclasificado como teniente y sirvió en el batallón de Bailén. Ascendido a capitán, se escapó de Lérida en 1834 con el cura del batallón para ingresar en las filas carlistas de Joaquín Quílez y Manuel Carnicer. Sirvió más tarde a las órdenes de Cabrera hasta el final de la primera guerra carlista, momento en que tuvo que refugiarse en Francia con su familia y vivir con grandes penurias económicas hasta morir en 1844.